# Linnaemya ingrami
Linnaemya ingrami är en tvåvingeart som beskrevs av Charles Howard Curran 1934. Linnaemya ingrami ingår i släktet Linnaemya och familjen parasitflugor. Inga underarter finns listade i Catalogue of Life.